# François Prévôt-Leygonie (réalisateur)
Pour les articles homonymes, voir Prévot et Leygonie.
Cet article concerne un réalisateur. Pour l'homme politique, voir François Prévot-Leygonie (homme politique).
François Prévôt-Leygonie  est un réalisateur, dramaturge et scénariste français. Il travaille avec Stéphan Archinard, rencontré sur Le Bossu[réf. nécessaire] de Philippe de Broca (1997).

## Filmographie
(réalisation en collaboration avec Stéphan Archinard)
- 2013 : Amitiés sincères
- 2016 : Tout schuss
- 2018 : Monsieur je-sais-tout
- 2025 : Vacances forcées

## Théâtre
(en collaboration avec Stéphan Archinard)
- 2005 : Amitiés sincères, mis en scène par Bernard Murat - Théâtre Edouard VII
- 2018[1]: Les Inséparables, mis en scène par Ladislas Chollat - Théâtre Hébertot

## Distinctions
- Hublot d'Or de la Meilleure adaptation au Festival du film du Croisic 2012 pour Amitiés sincères.
- Prix Jeune Public de la Meilleure adaptation au Festival du film du Croisic 2012 pour Amitiés sincères.
- Prix Claude Chabrol au Festival du film du Croisic 2012 pour Amitiés sincères.